# Borja Mayoral
Borja Mayoral (Parla, 5 april 1997) is een Spaans voetballer die doorgaans als aanvaller speelt. Hij verruilde Real Madrid in augustus 2022 voor Getafe.

## Clubcarrière

### Real Madrid
Mayoral werd geboren in Parla, een voorstad van Madrid. Hij voetbalde in de jeugd van de plaatselijke voetbalclub AD Parla, tot hij op tienjarige leeftijd werd opgenomen in de jeugdopleiding van Real Madrid. Hier scoorde hij 102 keer in 77 wedstrijden voor de –16 en –18 van de club. Op 18 januari 2015 debuteerde hij in Real Madrid Castilla, op dat moment actief in de Segunda División B. Hij maakte op 25 april 2015 zijn eerste treffer voor het tweede elftal van Real, tegen Sestao River Club. Op 31 oktober 2015 debuteerde Mayoral in het eerste elftal van de Madrileense club, tijdens een wedstrijd in de Primera División tegen Las Palmas. Hij mocht van coach Rafael Benítez na 87 minuten invallen voor Toni Kroos.

### Huurperiodes
Real Madrid verhuurde Mayoral in juli 2016 voor een jaar aan VfL Wolfsburg. Hij speelde er 21 wedstrijden, vaak als invaller, waarin hij tweemaal scoorde. Na het seizoen keerde hij terug naar Real Madrid, waar hij in augustus 2017 het enige Madrileense doelpunt maakte in de MLS All-Star Game tegen een selectie van de beste spelers van het afgelopen seizoen uit de MLS. Hij werd na de wedstrijd uitgeroepen tot 'Man van de Match'.
Mayoral kreeg in het seizoen 2017/18 meer speeltijd bij Real Madrid dan het seizoen daarvoor bij Wolfsburg. Hij bleef weliswaar een vaste invaller die af en toe een basisplaats kreeg, maar de toen twintigjarige aanvaller kreeg toch speeltijd in 24 wedstrijden verspreid over alle competities. In de UEFA Champions League 2017/18 mocht hij invallen in de groepswedstrijden tegen APOEL Nicosia (thuis en uit) en Tottenham Hotspur (uit) en kreeg hij op de slotspeeldag van de groepsfase een basisplaats thuis tegen Borussia Dortmund (3-2). Hij maakte in die wedstrijd de openingsgoal. Door zijn vier optredens mocht Mayoral op 26 mei 2018 het toernooi bijschrijven op zijn palmares toen Real Madrid de eindzege op zak stak.
Op 31 augustus 2018 kondigde Real Madrid aan dat Mayoral, die zestien dagen eerder nog was ingevallen voor Kroos in de verloren UEFA Super Cup 2018, voor een seizoen werd verhuurd aan Levante. Mayoral schipperde er tussen bank en basis. Hij maakte op 9 december 2018 zijn eerste competitiegoal voor de club, in een met 4–4 gelijkgespeeld duel tegen Eibar. Mayoral sloot het seizoen af met 5 goals in 32 wedstrijden, waarvan twee in de Copa del Rey. In juli 2019 liet Real Madrid weten dat het Mayoral nog een extra seizoen bij Levante stalde. In zijn tweede seizoen bij Levante was Mayoral beter op schot: hij klokte af op 9 doelpunten in 36 wedstrijden, waarvan acht in de Primera División.
Mayoral begon het seizoen 2020/21 aanvankelijk bij Real Madrid. Hij mocht op zowel de derde als de vierde speeldag invallen tegen respectievelijk Real Betis en Real Valladolid. Real Madrid verhuurde hem in oktober 2020 voor twee seizoenen aan AS Roma. Hier wisselde hij in 2020/21 vrijwel heel het seizoen tussen basisplaatsen en invalbeurten. Hij kwam zo tot 31 wedstrijden in de Serie A, waarin hij 10 keer scoorde. Daarnaast droeg hij met onder meer 7 goals in 13 wedstrijden in de Europa League bij aan het bereiken van de halve finale in dit toernooi. Na afloop van het seizoen werd coach Paulo Fonseca opgevolgd door José Mourinho en kocht Roma onder anderen Tammy Abraham en Eldor Sjomoerodov. Voor Mayoral betekende dit een plek op de reservebank en sporadisch een invalbeurt.

### Getafe
Mayoral keerde in januari 2022 vervroegd terug van AS Roma en bracht de rest van het seizoen op huurbasis door bij Getafe. Dat nam hem in augustus 2022 definitief over. Hij speelde in 2022/23 in 35 wedstrijden in de Primera División en stond voor het eerst in zijn carrière in meer dan 30 daarvan in de basis.

## Clubstatistieken
| Seizoen | Club            | Competitie       | Competitie | Competitie | Beker | Beker | Internationaal | Internationaal | Overig | Overig | Totaal | Totaal |
| Seizoen | Club            | Competitie       | Wed.       | Dlp.       | Wed.  | Dlp.  | Wed.           | Dlp.           | Wed.   | Dlp.   | Wed.   | Dlp.   |
| ------- | --------------- | ---------------- | ---------- | ---------- | ----- | ----- | -------------- | -------------- | ------ | ------ | ------ | ------ |
| 2015/16 | Real Madrid     | Primera División | 6          | 0          | 0     | 0     | 0              | 0              | —      | —      | 6      | 0      |
| 2016/17 | → VfL Wolfsburg | Bundesliga       | 19         | 2          | 2     | 0     | 0              | 0              | —      | —      | 21     | 2      |
| 2017/18 | Real Madrid     | Primera División | 14         | 3          | 6     | 3     | 4              | 1              | 0      | 0      | 24     | 7      |
| 2018/19 | Real Madrid     | Primera División | 0          | 0          | 0     | 0     | 1              | 0              | 0      | 0      | 1      | 0      |
| 2018/19 | → Levante       | Primera División | 29         | 3          | 4     | 2     | —              | —              | —      | —      | 33     | 5      |
| 2019/20 | → Levante       | Primera División | 34         | 8          | 2     | 1     | —              | —              | —      | —      | 36     | 9      |
| 2020/21 | Real Madrid     | Primera División | 2          | 0          | 0     | 0     | 0              | 0              | 0      | 0      | 2      | 0      |
| 2020/21 | → AS Roma       | Serie A          | 31         | 10         | 1     | 0     | 13             | 7              | —      | —      | 45     | 17     |
| 2021/22 | → AS Roma       | Serie A          | 5          | 0          | 0     | 0     | 6              | 1              | —      | —      | 11     | 1      |
| 2021/22 | → Getafe        | Primera División | 18         | 6          | 0     | 0     | —              | —              | —      | —      | 18     | 6      |
| 2022/23 | Getafe          | Primera División | 35         | 8          | 3     | 1     | —              | —              | —      | —      | 38     | 9      |
| 2023/24 | Getafe          | Primera División | 9          | 4          | 0     | 0     | —              | —              | —      | —      | 9      | 4      |
| Ttotaal | Ttotaal         | Ttotaal          | 202        | 44         | 18    | 7     | 24             | 9              | 0      | 0      | 244    | 60     |

Bijgewerkt t/m 8 oktober 2023.

## Interlandcarrière
Mayoral kwam uit voor diverse Spaanse nationale jeugdelftallen. Hij won met Spanje –19 het EK –19 van 2015. Mayoral werd tevens topscorer van het toernooi. Hij bereikte met Spanje –21 de finale van het EK –21 van 2017 en won hiermee twee jaar later het EK –21 van 2019.

## Erelijst
| Competitie                     |             |             |             |             |
| Competitie                     | Aantal      | Jaren       |             |             |
| Real Madrid                    | Real Madrid | Real Madrid | Real Madrid | Real Madrid |
| ------------------------------ | ----------- | ----------- | ----------- | ----------- |
| Wereldkampioenschap voor clubs | 1x          | 2017        |             |             |
| UEFA Champions League          | 1x          | 2017/18     |             |             |
| Spanje –19                     |             |             |             |             |
| Europees kampioen –19          | 1x          | 2015        |             |             |
| Spanje –21                     |             |             |             |             |
| Europees kampioen –21          | 1x          | 2019        |             |             |

| Individueel      |    |      |
| Topscorer EK –19 | 1x | 2015 |